# Kroatiens örlogsflotta
Kroatiens örlogsflotta (kroatiska: Hrvatska ratna mornarica, akronym HRM) är det formella namnet för Kroatiens marinen som är en av den Republiken Kroatiens väpnade styrkor tre försvarsgrenar. Marinens primära syfte är att från och till sjöss försvara landets suveränitet och territoriella integritet i Adriatiska havet. 
Sedan år 2015 deltar Kroatiens örlogsflotta i den internationella insatsen Operation Atalanta.

## Historia
Den moderna kroatiska marinen tillkom under det kroatiska självständighetskriget 1991 och har sina rötter i den österrisk-ungerska marinen och senare jugoslaviska marinen. Flottans årsdag den 18 september firas till minne över det första kända sjöslag där det medeltida kroatiska kungariket under ledning av fursten Branimir år 887 besegrade den venetianska flottan.

## Organisation
- Kroatiska örlogsflottans kommando 
  - Kommandokompaniet
  - Kroatiska örlogsflottans flottilj
    - Flottiljkommandot
    - Ytaktivitetsdivisionen
    - Stöddivisionen
    - Antimindivisionen

  - Republiken Kroatiens kustbevakning
    - Kustbevakningens kommando
    - 1:a kustbevakningskommandot
    - 2:a kustbevakningskommandot

  - Kustövervaknings- och informationsbataljonen
  - 53:e sjöinfanteribataljonen
  - Marina träningscentret
  - Splits flottbas
    - Flottbasen Norr-Pulas avdelning
    - Flottbasen Syd-Ploče/Pelješacs avdelning

## Befälhavare
| Befälhavare        | Tjänsteperiod |
| ------------------ | ------------- |
| Sveto Letica       | 1991–1996     |
| Vid Stipetić       | 1996–2002     |
| Zdravko Kardum     | 2002–2007     |
| Ante Urlić         | 2007–2012     |
| Robert Hranj       | 2012–2015     |
| Predrag Stipanović | 2015–         |

## Flottans fartyg
Nedan följer ej helt komplett lista över den kroatiska marinens fartyg.
| Namn                    | Modell     | Klass          | Införskaffningsår | Bild       |            |
| Robotbåtar              | Robotbåtar | Robotbåtar     | Robotbåtar        | Robotbåtar | Robotbåtar |
| ----------------------- | ---------- | -------------- | ----------------- | ---------- | ---------- |
| Kralj Petar Krešimir IV | RTOP-11    | Kralj-klass    | 1992              |            |            |
| Kralj Dmitar Zvonimir   | RTOP-12    | Kralj-klass    | 2001              |            |            |
| Vukovar                 | RTOP-41    | Helsinki-klass | 1985              |            |            |
| Dubrovnik               | RTOP-42    | Helsinki-klass | 1986              |            |            |
| Šibenik                 | RTOP-21    | Končar-klass   | 1978              |            |            |
| Patrullbåtar            |            |                |                   |            |            |
| Novigrad                | OB-01      | Mirna-klass    | 1980              |            |            |
| Šolta                   | OB-02      | Mirna-klass    | 1982              |            |            |
| Cavtat                  | OB-03      | Mirna-klass    | 1984              |            |            |
| Hrvatska Kostajnica     | OB-04      | Mirna-klass    | 1985              |            |            |
| Landstigningsbåtar      |            |                |                   |            |            |
| Cetina                  | DBM-81     | Cetina-klass   | 1993              |            |            |
| Krka                    | DBM-82     | Cetina-klass   | 1995              |            |            |
| DJB-101                 | -          | Typ 11         | -                 |            |            |
| DJB-102                 | -          | Typ 11         | -                 | -          |            |
| DJB-103                 | -          | Typ 11         | -                 | -          |            |
| DJB-105                 | -          | Typ 22         | -                 | -          |            |
| DJB-106                 | -          | Typ 22         | -                 |            |            |
| DJB-107                 | -          | Typ 21         | -                 | -          |            |
| Minröjningsfartyg       |            |                |                   |            |            |
| Korčula                 | LM-51      | Korčula-klass  | 2006              | -          |            |
| Skolfartyg              |            |                |                   |            |            |
| Andrija Mohorovičić     | BŠ-72      | Moma-klass     | 1972              | -          |            |
| Bogserbåtar             |            |                |                   |            |            |
| Faust Vrančić           | BS-73      | Spasilac-klass | 1976              | -          |            |